# Борис Сугарев
Борис Илиев Сугарев е български офицер и - революционер, деец на Върховния македоно-одрински комитет.

## Биография
Борис Сугарев е роден в през 1878 година в Прилеп, тогава в Османската империя. Гимназиално се обучава в родния град и в Солунската българска мъжка гимназия. Постъпва във Военното училище в София на 15 август 1896 година, а през 1900 година е произведен в подпоручик от пехотата в Пети пехотен дунавски полк в Силистренския постоянен гарнизон.
През 1902 година подпоручик Сугарев участва в Горноджумайското въстание. През пролетта на 1903 година заминава за Македония с четата на Софроний Стоянов, после е командир на отделение в четата на Александър Протогеров. През Илинденско-Преображенското въстание действа в Серския революционен окръг. Загива в битка с турски аскер на 28 (15) април 1903 година край висините Султан тепе на горноджумайското село Габрово.
Райна Цв. Веселинова, племенница на Борис Сугарев, пише в списание „Илюстрация Илинден“ за него:
| „ | Борис Сугарев произхожда от родолюбиво българско семейство... В София Борис живееше при леля си – баба Анна Б. Фидановска – сестра на баща му, която уважаваше много и наричаше „майко“. Тя беше отлична българка. Той често обичаше да беседва с нея. Много пъти съм присъствала на техни разговори. Закърмени с хубавата българска реч и чувство да обичат всичко родно, те често беседваха и с жар разказваха за хубавата и плодородна македонска земя; за родния им гр. Прилеп; за нравите и обичаите... Борис се обърна към мене и каза: Слушай, вуйчовото, ти ще порастнеш, ще станеш майка. Запомни едно от мене: Обичай България! Възпитавай твоите синове и дъщери да обичат родината си с всичкото си сърце и душа и да я пазят като зеница на очите си! | “ |